# 白井寛 (空手家)
白井 寛（しらい ひろし、1937年7月31日 - 2024年10月9日）は、日本の松涛館流 空手マスター。彼は、FIKTA（イタリア伝統空手協会）の1部門であるIstituto Shotokan ItaliaおよびSCI（Shotokan Cultural Institute、旧WSI-World Shotokan Institute）の創設者

## 経歴・人物

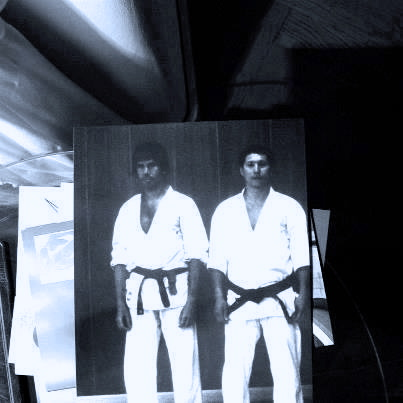

長崎県出身。  駒澤大学の日本空手協会 （JKA）のプロモーションビデオを見た3年後の1956年に空手を学び始めた。1962年、彼はJKAの形と組手両方のチャンピオンシップを獲得しそ「グランドチャンピオン」の称号を獲得したチャンピオンの一人となった。
加瀬泰治 、金澤弘和、榎枝慶之輔と共に空手を世界に広め 、ヨーロッパ、南アフリカ、アメリカに渡った後、1965年にイタリアのミラノに定住した 彼の指導の下でイタリアの空手は繁栄し、多くの称号が彼の学生にもたらす   
2024年10月9日、ミラノの自宅で死去。